# Jean Brunhes
Jean Brunhes (Tolosa, Llenguadoc 1869 - Boulogne-sur-Seine, Illa de França 1930) fou un geògraf occità, deixeble de Paul Vidal de la Blache i membre de l'Escola Geogràfica Francesa. Fou professor de geografia física a Friburg i Lausana del 1896 al 1912, però aleshores marxà al Collège de France, a París, on hi va publicar nombrosos treballs sobre geografia humana. Viatjà per Pèrsia, la Mediterrània, el Canadà i l'Extrem Orient, i estudià els problemes dels països que visità; fou un dels primers a observar l'impacte de l'activitat humana en el medi ambient. El 1927 fou escollit membre de l'Acadèmia de Ciències Morals i Polítiques.

## Obres
- L'irrigation dans la Péninsule Ibérique et dans l'Afrique du Nord (1902)
- La géographie humaine (1910)
- Géographie de la France (1920-26)
- Géographie de l'histoire (1921).